# Mexikanische Badmintonmeisterschaft 1993
Die Mexikanische Badmintonmeisterschaft 1993 fand in Mexiko-Stadt statt. Es war die 47. Auflage der nationalen Titelkämpfe von Mexiko im Badminton. Vizemeister im Herreneinzel wurde Gerardo Cedillo.

## Sieger
| Disziplin    | Sieger          |
| ------------ | --------------- |
| Herreneinzel | Viktor Serralde |
| Dameneinzel  | keine Daten     |
| Herrendoppel | keine Daten     |
| Damendoppel  | keine Daten     |
| Mixed        | keine Daten     |

## Referenzen
- https://badminton.com.mx/index.php/campeones/singles-varonil